# Алиев, Махир Мамед оглы
Махир Мамед оглы Алиев (азерб. Mahir Məmməd oğlu Əliyev; род. 26 июня 1951, Агдаш) — азербайджанский дипломат. Посол Азербайджана в Катаре.

## Биография
Родился 26 июня 1951 года в г. Агдаш. В 1975 году окончил Бакинский государственный университет, факультет востоковедения, отделение арабского языка. В 1991 году окончил аспирантуру Бакинского государственного университета.
Прошёл курсы повышения квалификации в области международного сотрудничества в Великобритании (1996), Германии (1998), во Франции (2020).
С 1967 по 1968 год — главный лаборант Фонда рукописей НАН Азербайджана.
С 1972 по 1973 год являлся переводчиком в Египте. С 1975 по 1978 год являлся переводчиком в Южном Йемене.
С 1981 по 1984 год являлся помощником главного директора объединения строительных компаний СССР в Ливийской джамахирии.
С 1978 по 2007 год являлся старшим преподавателем кафедры арабской филологии Бакинского государственного университета.
С 1992 по 2007 год являлся начальником управления внешних связей Министерства образования Азербайджана.
С 1994 по 2007 год являлся членом исполнительного совета и заместителем председателя совета ИСЕСКО.
С 2007 по 2008 год являлся советником МИД Азербайджана по вопросам Ближнего востока.
12 февраля 2008 года присвоен ранг чрезвычайного и полномочного посла.
Посол Азербайджана в Сирии (12 февраля 2008 — 20 ноября 2014). Одновременно являлся послом Азербайджана в Ливане (27 октября 2008 — 20 ноября 2014).
Посол Азербайджана в Алжире (19 мая 2015 — 4 апреля 2019). Одновременно являлся послом Азербайджана в Тунисе. (21 декабря 2016 — 4 апреля 2019).
Посол Азербайджана в ОАЭ (4 апреля 2019 — 17 октября 2022).
Посол Азербайджана в Катаре (с 28 декабря 2022).
Автор 10 научных статей по вопросам истории Азербайджана и арабской филологии.
Владеет русским, арабским, английским, турецким, фарси.

## Награды
- Орден «За службу Отечеству» III степени (9 июля 2019, за плодотворную деятельность в органах дипломатической службы Азербайджанской Республики)[11]
- Медаль «Прогресс»
- Почётное звание «Передовой работник образования Азербайджана»
- Почётный сотрудник МИД Азербайджана
- Золотая медаль ИСЕСКО
- Премия «Дипломат года» (2004)[12]